# 亢進
| ウィキペディアには「亢進」という見出しの百科事典記事はありません（タイトルに「亢進」を含むページの一覧/「亢進」で始まるページの一覧）。 代わりにウィクショナリーのページ「亢進」が役に立つかもしれません。 |